# 德米特里·别列斯托夫
德米特里·别列斯托夫（俄語：Дмитрий Берестов，1980年6月13日—），俄罗斯举重运动员。他曾在2004年夏季奥林匹克运动会中获得举重男子105公斤级金牌。